# モリテック スチール
モリテック スチール株式会社は、商社として特殊鋼、普通鋼、焼入鋼帯、ベーナイト鋼帯卸販売、また、加工事業での金属製品の製造販売を行う会社である。
商社として特殊鋼板の取扱量は国内トップである。ベーナイト鋼帯の量産化は日本初である。金属加工として自動車部品の生産にも力を入れており、大手日系自動車部品メーカーのグローバル展開に合わせた事業展開を行っている。

## 沿革
- 1943年（昭和18年）5月 - 大阪市において森商店を創業
- 1950年（昭和25年）11月 - 森ゼンマイ鋼業株式会社を設立
- 1956年（昭和31年）6月 - 小阪工場を新設操業開始
- 1958年（昭和33年）1月 - 小阪工場に連続熱処理装置完成、焼入鋼帯の製造開始
- 1963年（昭和38年）10月 - 大阪店頭市場に株式を公開
- 1966年（昭和41年）12月 - ベーナイト組織焼入鋼帯（ハイベント）の量産工業化に成功
- 1967年（昭和42年）4月 - 高井田工場を新設操業開始
- 1972年（昭和47年）10月 - 大東工場および、宇都宮工場操業開始
- 1981年（昭和56年）11月 - 大阪証券取引所市場第二部に株式を上場
- 1987年（昭和62年）4月 - 三重大山田工場を新設。小阪工場を三重大山田工場に移転し操業開始
- 1990年（平成2年）9月 - モリテックスチール株式会社に社名変更
- 1994年（平成6年）5月 - 高井田工場を三重大山田工場に移転
- 1996年（平成8年）3月 - 大東工場を三重大山田工場に移転
- 1997年（平成9年）
  - 1月 - 大東物流センター完成
  - 4月 - タイ現地法人 ＜ジュタワン・モリテックタイランド株式会社＞設立
- 1999年（平成11年）10月 - 三重大山田工場 ISO9001、ISO9002 認証取得
- 2000年（平成12年）9月 - 大阪証券取引所市場第一部に上場
- 2002年（平成14年）
  - 4月 - ジュタワン・モリテックタイランド株式会社タイ工場操業開始
  - 5月 - 三重大山田工場 ISO14001 認証取得
  - 11月 - モリテックプロダクトサポート株式会社を設立
- 2003年（平成15年）5月 - 宇都宮工場 ISO9001 認証取得
- 2004年（平成16年）6月 - 宇都宮工場 ISO14001 認証取得
- 2005年（平成17年）2月 - 上海駐在員事務所を設立
- 2006年（平成18年）4月 - 本社・営業部門 ISO14001 認証取得
- 2007年（平成19年）
  - 6月 - 本社・営業部門 ISO9001 認証取得
  - 10月 - 広島営業所、九州出張所を開設
- 2009年（平成21年）4月 - インドネシア駐在員事務所、インド駐在員事務所設立
- 2010年（平成22年）7月 - 上海摩立特克鋼鉄商貿有限公司設立
- 2011年（平成23年）10月 - モリテックスチール（ベトナム）会社設立
- 2012年（平成24年）9月 - モリテックスチールインドネシア株式会社設立
- 2013年（平成25年）
  - 3月 - モリテックスチールメキシコ株式会社設立
  - 7月 - 大阪証券取引所と東京証券取引所との現物株市場統合に伴い、東京証券取引所第一部に上場
- 2014年（平成26年）1月 - 上海摩立特克鋼鉄商貿有限公司 広州分公司設立
- 2017年（平成29年）
  - 1月 - けいはんなR&Dセンターを新設。大東物流センターをけいはんなR&Dセンターに移転し操業開始
  - 4月 - 東北営業所を開設

## 事業所
- 本社 : 大阪府大阪市
- 東京支店 : 東京都港区
- 名古屋支店 : 愛知県名古屋市
- 北海道営業所 : 北海道千歳市
- 東北営業所 : 宮城県仙台市
- 広島営業所 : 広島県広島市
- 九州出張所 : 福岡県福岡市
- 三重大山田工場 :三重県伊賀市
- 宇都宮工場 : 栃木県宇都宮市
- 東京コイルセンター : 千葉県市川市
- けいはんなR&Dセンター : 京都府相楽郡精華町
- 上海摩立特克鋼鉄商貿有限公司
- 上海摩立特克鋼鉄商貿有限公司　広州分公司
- インド駐在員事務所
- モリテックスチールインドネシア株式会社
- ジュタワン・モリテック（タイランド）社
- モリテックスチール（ベトナム）会社
- モリテックスチールメキシコ株式会社